# Bisabolol
Bisabolol, ou mais formalmente α-(-)-bisabolol (alfabisabolol) também conhecido por levomenol é um álcool sesquiterpeno monocíclico. É um óleo viscoso sem cor que é o constituínte primário do óleo essencial da camomila-vulgar (Matricaria recutita) e Myoporum grassifolium. É quase insolúvel em água e glicerina mas é bastante solúvel no etanol. O Enantiômero, α-(+)-bisabolol, também é encontrado naturalmente apesar de ser raro. Bisabolol sintético é normalmente uma mistura racémica dos dois α-(±)-bisabolol.
O Bisabolol tem um aroma floral, fraco, doce e é utilizado em várias fragrâncias. Também foi utilizado durante centenas de anos em cosméticos por causa das suas propriedades que ajudam na saúde da pele. Bisabolol é conhecido por ter propriedades anti-irritantes, anti-inflamatórias e antimicrobianas.
Um composto com uma estrutura relacionada conhecido por β-bisabolol (CAS [15352-77-9]) difere apenas na posição do grupo funcional do álcool terciário.